# Michele Moncada
Michele Moncada nato Albano Pietro Moncada di Paternò (Catania, 7 luglio 1701 – Paternò, 1º gennaio 1765) è stato un religioso italiano.

## Biografia
Nacque nella potente famiglia patrizia dei Moncada, principi di Paternò, da Francesco e Agata Garsìa.
Ebbe la vocazione religiosa fin da bambino, e nonostante provenisse da una ricca famiglia, scelse di vivere all'insegna della povertà, ubbidienza e castità, e soprattutto al servizio degli altri.
Entrò a far parte dell'ordine dei Minorita del convento di San Michele Arcangelo di Catania. Alla vestizione assunse il nome di padre Michele, in onore di San Michele Arcangelo, del quale il convento catanese ne portava il nome.
Tornato a Paternò, padre Michele entrò a far parte dell'Ordine dei Frati Minori Cappuccini. Passò oltre quarant'anni fino alla morte, sempre in preghiera al culto della Madonna delle Grazie, di cui era devoto.